# Хагихара, Юсукэ
Юсукэ Хагихара (яп. 萩原 雄祐, Hagihara Yūsuke; 1897—1979) — японский астроном.

## Биография
Родился в Осаке, в 1921 году окончил Токийский университет, стажировался по астрономии в Кембриджском университете у А. С. Эддингтона (1923—1925), в Париже и Геттингене (1925), в Гарвардском университете (1928—1929). В 1921—1957 работал в Токийском университете (в 1935—1957 — профессор астрономии, с 1957 — почётный профессор; в 1946—1957 — одновременно директор университетской обсерватории). Член Японской академии c 1944. В 1957—1960 — профессор университета Тохоку (Сэндай), в 1960—1964 — президент университета в Уцуномия. В 1948—1959 состоял членом Научного совета Японии.
Основные труды в области небесной механики и теоретической астрофизики. Исследовал проблемы вековых возмущений и устойчивости движения естественных и искусственных спутников небесных тел, либрационные явления в движениях планет и спутников, резонансные явления в движении астероидов. Существенно развил предложенную К. Хираямой классификацию орбит малых планет по семействам. Рассмотрел многие вопросы теории планетарных туманностей — перенос излучения и лучистое равновесие в них, распределение температуры в туманности, обосновал применимость максвелловского распределения скоростей свободных электронов в туманностях. Провёл ряд исследований по теории астрономической рефракции, общей теории относительности и космологии. В 1936 и 1948 годах участвовал в экспедициях для наблюдения солнечных затмений на остров Хоккайдо; выполнил фотометрию солнечной короны. Организовал восстановление обсерватории Токийского университета, разрушенной во время второй мировой войны, провёл модернизацию её оборудования, реорганизовал службу времени, создал корональную станцию в Норикуре, установил радиоастрономическую аппаратуру.
Был вице-президентом Международного астрономического союза (1961—1967) и президентом комиссии «Небесная механика». Член Королевского астрономического общества.
Награждён медалью Джеймса Крейга Уотсона (1960).
В его честь назван астероид № 1971.

## Публикации
- Hagihara, Yusuke. Celestial mechanics (Vol 1, Vol 2(I), 2(II); revision of 1947 edition) (англ.). — Cambridge, MA: MIT Press, 1970 - 1972. — ISBN 0-262-08037-0 (vol 1).
- Hagihara, Yusuke. Celestial mechanics (Vol 3(I), 3(II), Vol 4(I), 4(II), Vol 5(I), 5(II)). — Tokyo: Japan Society For the Promotion of Science, 1974 - 1976.
- Hagihara, Yusuke. Theories of equilibrium figures of a rotating homogeneous fluid mass (англ.). — Washington, D.C.: U. S. Government Printing Office, 1971.